# 鄂卜坪水库
鄂卜坪水库是中国内蒙古自治区乌兰察布市兴和县境内的一座水库，位于鄂卜楞河上，建于1972年。水库正常库容为300万立方米，集雨面积为383平方千米，海拔为93米。